# We Sing. We Dance. We Steal Things.
We Sing. We Dance. We Steal Things. är Jason Mraz tredje studioalbum, utgivet den 13 maj 2008. Det blev trea på albumlistan i USA och nådde topp 5 även i bland annat Sverige och Norge. Inspelningen av albumet skedde till stor del i London.
Albumet gästas av Colbie Caillat, på låten "Lucky", och James Morrison, på "Details in the Fabric".

## Låtlista
Samtliga låtar skrivna av Jason Mraz, om annat inte anges.
1. "Make It Mine" (Jason Mraz) - 3:08
2. "I'm Yours" (Jason Mraz) - 4:03
3. "Lucky" (Colbie Caillat/Timothy Fagan/Jason Mraz) - 3:10
4. "Butterfly" (Jason Mraz) - 5:00
5. "Live High" (Jason Mraz) - 4:12
6. "Love for a Child" (Jason Mraz/Sacha Skarbek/Martin Terefe) - 4:06
7. "Details in the Fabric" (Jason Mraz/Dan Wilson) - 5:46
8. "Coyotes" (Jason Mraz) - 3:38
9. "Only Human" (Jason Mraz/Sacha Skarbek) - 4:03
10. "The Dynamo of Volition" (Jason Mraz) - 3:37
11. "If It Kills Me" (Jason Mraz/Sacha Skarbek/Martin Terefe) - 4:34
12. "A Beautiful Mess" (Mai Bloomfield/Becky Gebhardt/Jason Mraz/Chaskz Potter/Mona Tavakoli) - 5:40